# Monique Sluyter

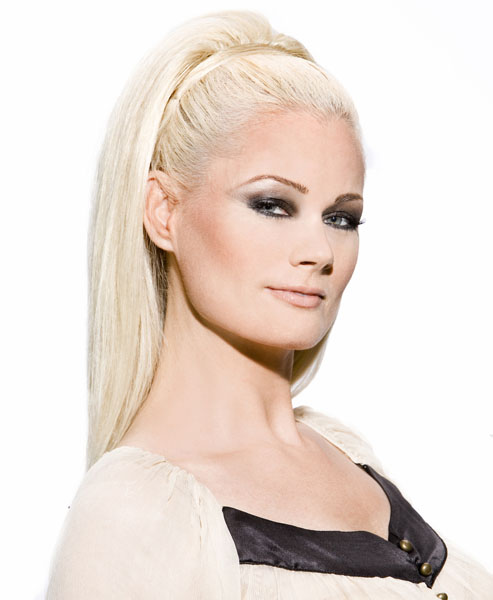
Monique Sluyter (undatiert)

Monique Sluyter (* 27. Juli 1967 in Sneek, Friesland) ist eine niederländische Künstlerin und Schauspielerin.
Bekannt wurde Monique Sluyter in den 1990er Jahren einem größeren Publikum in Deutschland als Assistentin von Hugo Egon Balder in der Show Tutti Frutti auf RTL Plus.
Nachdem sie 1985 zur Miss Friesland gewählt worden war, bekam sie von einem italienischen Talentsucher ein Angebot für die Sendung Colpo Grosso. Sie zog nach Mailand und wirkte dort fünf Jahre in der Show mit. Als sich RTL die Rechte für die Show in Deutschland gesichert hatte, erhielt sie hier die Rolle als Assistentin von Hugo Egon Balder. Nach zwei Jahren verließ sie die Show und bekam eine eigene Sendung im niederländischen Fernsehen mit dem Titel Erotica.
Mit ihrer ersten Single I Want Your Body mit dem von John Ewbank produzierten Danceprojekt Nymphomania von 1991 erreichte sie Goldstatus, war in den US-Charts und auf Platz 31 in den japanischen Charts. Das Lied war auch in Film True Romance zu hören.
Als Schauspielerin hatte sie Rollen in dem Film Polarlicht und der TV-Serie Goldküste.
Sie erschien vier Mal im Playboy-Magazin. 2006 war sie Teilnehmerin der niederländischen Big-Brother-Show.
Neben den unterschiedlichen Tätigkeiten in der Unterhaltungsbranche begann sie später, abstrakte Bilder zu malen. Außerdem gründete sie eine Modelagentur.